# Ragyás futrinka
A ragyás futrinka (Carabus cancellatus) a futrinkafélék családjába (Carabidae) tartozó faj.

## Előfordulása
Európa mérsékelt övi zónájára tevődik. Északon Közép-Skandináviáig, délen Észak-Spanyolországig, Közép-Olaszországig.

## Megjelenése
Testhossza 1,6–2,5 centiméter. Bronzszínű, némi zöldes árnyalattal. Ritkábban tiszta fekete színű is lehet.

## Életmódja
Nyílt térségek, többnyire rétek, mezők. Gyakran helyi alfajok is kialakulnak! Ragadozók, az Alföldön, dombvidéken egyaránt megtalálhatók.
Bogarakkal és rovarlárvákkal táplálkozik. Hasznos lehet a biológiai védekezésben, mert több kártevő rovarfajjal, például a burgonyabogár lárváival is táplálkozik.

## Szaporodása
Az áttelelõ futrinkák áprilisban jelennek meg és szeptemberig aktívak, mielőtt még körülbelül 50 centiméter mélyre újra beássák magukat a talajba, hogy átteleljenek. A nőstény 30-40 petét rak le tavasszal a talajba. A lárvák ugyan a felszínen élnek, de minden vedléshez beássák magukat; sok futóbogárra jellemző ez a viselkedés. A bábozódáshoz még mélyebb lyukat ásnak, mint a vedléshez. Lárvák a talajban vagy törmelékben élnek, enzimekkel folyósítják el zsákmányukat és kiszívják testüket.

## Veszélyeztetettség
Elterjedt és gyakorinak mondható, Magyarországon védett. Természetvédelmi értéke: 5000 Ft.